# Diandrolyra
Diandrolyra là một chi thực vật có hoa trong họ Hòa thảo (Poaceae).

## Loài
Chi Diandrolyra gồm các loài: